# Grabów (obwód iwanofrankiwski)
Grabów (ukr. Грабів) – wieś na Ukrainie w rejonie rożniatowskim obw. iwanofrankiwskiego.